# De Zwaluw (Zuurdijk)
De Zwaluw is een koren- en pelmolen in het Groningse Zuurdijk.
De molen werd oorspronkelijk in 1858 gebouwd en werd na complete verwaarlozing in 1976 herbouwd met gebruikmaking van het oude houten bovenachtkant. Bij deze gelegenheid werd de molen wat hoger opgemetseld waardoor de stelling (omloop) van de molen ruim een meter hoger boven het maaiveld kwam te liggen. De roeden zijn voorzien van zelfzwichting. De molen was thans van 1974 tot 2012 eigendom van de Vereniging De Hollandsche Molen. De huidige eigenaar is Stichting Het Groninger Landschap. Na een grote restauratie is de molen sinds april 2012 weer op vrijwillige basis in bedrijf.